# رطبان بنفسجي
رطبان بنفسجي (الاسم العلمي: Hygrocybe viola) هو نوع من الفطريات يتبع جنس الرطبان من الفصيلة الهدبانية.